# Свеи

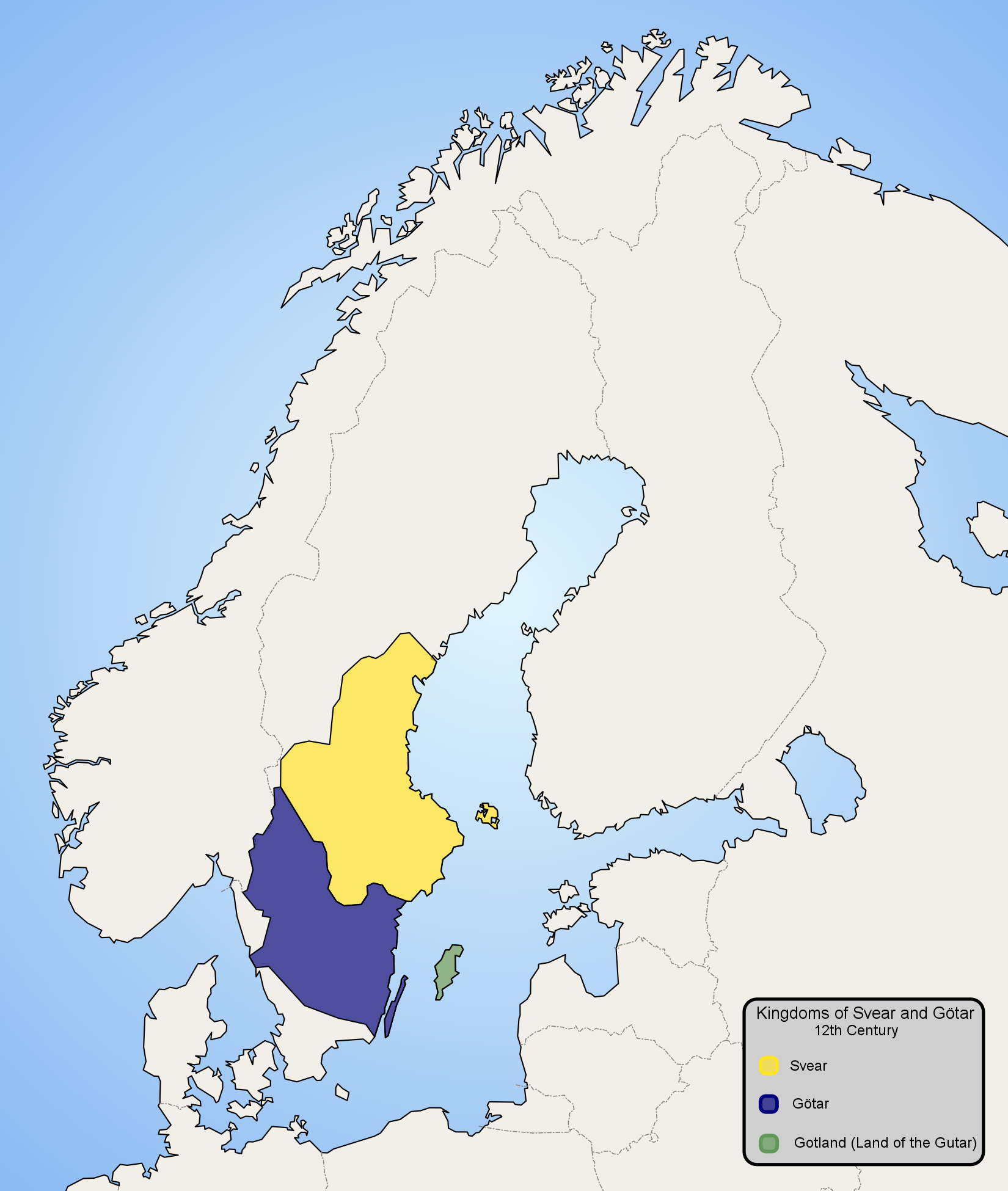
Швеция в XII веке
Свеи
Гёты
Гуты (готландцы)

Свеи (швед. svear, sviar) — древнегерманское племя, жившее на территории нынешней Швеции. Термин также использовался как собирательное название населения древней Швеции. От этнонима «свеи» происходит название Швеции: Sverige = svea+rige (со швед. — «государство свеев»). В основе названия племени лежит праиндоевропейский корень s(w)e «свой» („своё племя“)
Существует неясность относительно ареала расселения свеев и хода их исторического развития. Согласно господствовавшим ранее представлениям центром свеев была область Уппланд, расположенная в Средней Швеции. Утверждение о том, что свеи в VI веке подчинили гётов, поставлено учёными под сомнение[кем?].
Свеи имели славу опытных мореходов и воинов и благодаря этому часто упоминались в древних источниках. С IX века название «свеи» стало собирательным, тогда как название «гёты» осталось чисто географическим. Впрочем, и гётов и свеев весьма сложно разграничить этнически. Так, например, Адам Бременский использует термин «свеи» то как наименование отдельного племени, то как общее название жителей Швеции, включая гётов.
В Средние века имя свеев стало синонимом этнонима «шведы».